# Uliodon frenatus
Uliodon frenatus är en spindelart som först beskrevs av Ludwig Carl Christian Koch 1873.  Uliodon frenatus ingår i släktet Uliodon och familjen Zoropsidae. Inga underarter finns listade i Catalogue of Life.